# Молодой Уотерс
«Молодой Уотерс» (англ. Young Waters; Child 94, Roud 2860) — шотландская народная баллада. Известна всего в одном варианте, опубликованном в 1755 году под заголовком Young Waters: An Ancient Scottish Poem, Never Before Printed (Glasgow, Printed and Sold by Robert & Andrew Foulis, 1755). Баллада попала к издателям от леди Джин Хьюм, как сообщил Томас Пёрси, включив этот текст в свой вышедший десятилетием позже сборник «Памятники старинной английской поэзии». Поскольку бытование баллады в устной традиции никем не было зафиксировано, высказывались предположения о её авторском происхождении (так, Чэмберс приписал текст известной своими стилизациями под народную позию леди Уордлоу). Но балладу включили в свои сборники и такие опытные собиратели фольклора как Уильям Мазеруэлл, Дэвид Хёрд и Джозеф Ритсон; Фрэнсис Джеймс Чайлд также включил её в своё собрание, так что народное происхождение баллады признаётся большинством современных исследователей.

## Сюжет
Король собирает ко двору лордов, и королева, увидев молодого рыцаря Уотерса из окна, превозносит его красоту. Король, слыша это, исполняется ревности и велит посадить Уотерса в темницу. Позже рыцарь встречает смерть на плахе, а его жена и сын в колыбели вынуждены на это смотреть.
Высказывались мнения, что в основе этого сюжета лежит некое историческое событие. Тот же Чэмберс предположил, что в балладе говорится о казни кого-то из шотландских дворян вскоре после возвращения короля Якова I из английского плена, а конкретной запечатлённой персоной мог быть Мердок Стюарт, сын Роберта Стюарта, герцога Олбани. Пёрси полагал, что это Джеймс Стюарт, 2-й граф Морей, герой баллады «The Bonnie Earl O' Moray» (Child 181). Питер Бьюкен считал, что это Дэвид Грэм, лорд Финтри, казнённый в 1592 году.

## Русский перевод
На русский язык балладу переводили А. И. Эппель и И. М. Ивановский.